# Corydoras amandajanea
Corydoras amandajanea és una espècie de peix de la família dels cal·líctids i de l'ordre dels siluriformes.
Els mascles poden assolir els 5,9 cm de longitud total.
Es troba a Sud-amèrica: Brasil.